# Schloditz
Schloditz ist ein Ortsteil der Gemeinde Tirpersdorf im sächsischen Vogtlandkreis. Schloditz wurde am 1. Juli 1973 in die Gemeinde Droßdorf eingemeindet, mit der der Ort am 1. Januar 1994 zur Gemeinde Tirpersdorf kam.

## Geografie

### Lage und Verkehr
Der Ortsteil Schloditz liegt im Nordwesten der Gemeinde Tirpersdorf. Der Ort befindet sich im Zentrum des Vogtlandkreises und im sächsischen Teil des historischen Vogtlands. Geografisch liegt der Ort im Osten des Naturraums Vogtland (Oberes Vogtland). Nordwestlich von Schloditz verläuft die Bundesautobahn 72. In der südlichen Ortsflur befindet sich ein Teil des Nachbarorts Juchhöh.
Der Ort wird von der TaktBus-Linie 92 des Verkehrsverbunds Vogtland bedient. Diese verbindet Schloditz im Zweistundentakt mit Plauen, Oelsnitz, Adorf und Bad Elster.

### Nachbarorte
| Oberlosa     | Großfriesen                                 | Theuma   |
|              | Kompassrose, die auf Nachbargemeinden zeigt |          |
| Obermarxgrün | Juchhöh                                     | Droßdorf |

## Geschichte

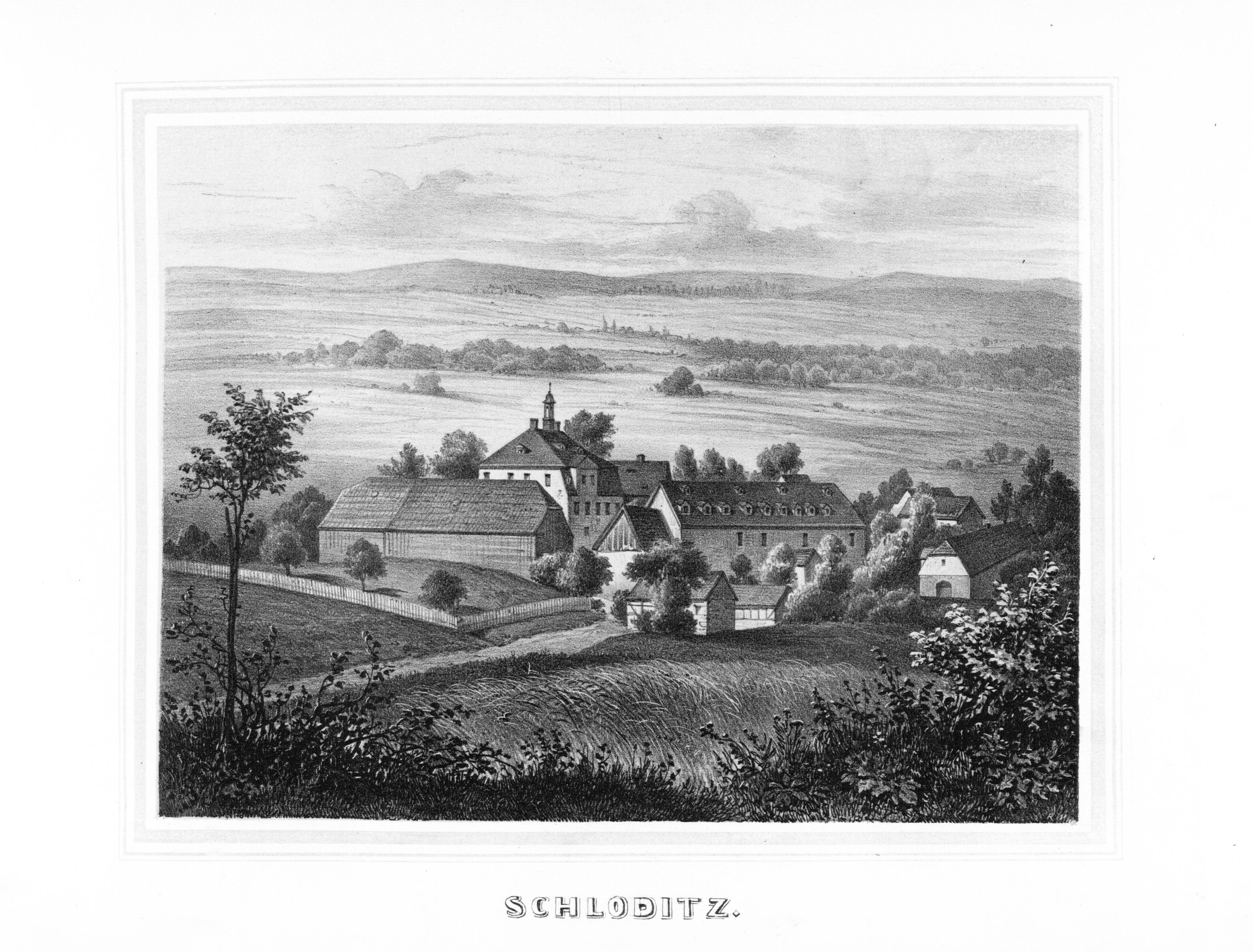
Historische Ansicht des Ritterguts Schloditz

Der Ort Schloditz wurde im Jahr 1267 als „Zlautiz“ erwähnt. Im Ort wurde im Jahr 1542 ein Vorwerk und 1606 ein Rittergut erwähnt. Dieses befand sich im 15. Jahrhundert im Besitz der Herren von Rabe und danach in den Besitz der Familie von von Tettau. Im 19. Jahrhundert gehörte das Rittergut Schloditz einem Herrn Uebrig, ab 1826 einem Herrn Golle und danach bis 1945 der Familie Adler. Das Rittergut Schloditz übte jedoch erst ab dem 17. Jahrhundert vollständig die Grundherrschaft über den Ort aus. Um 1542 unterstand ein Teil von Schloditz auch dem Rittergut Reusa. Kirchlich ist Schloditz seit jeher nach Theuma gepfarrt.
Schloditz gehörte bis ins 19. Jahrhundert zum kursächsischen bzw. königlich-sächsischen Amt Voigtsberg. 1856 wurde der Ort dem Gerichtsamt Oelsnitz und 1875 der Amtshauptmannschaft Oelsnitz angegliedert. Im Zuge der Bodenreform in der SBZ im Jahr 1945 wurde die Familie Adler als Eigentümer des Rittergutes Schloditz enteignet. Während das Herrenhaus im Jahr 1948 abgerissen wurde, werden die Wirtschaftsgebäude bis heute bewohnt.
Durch die zweite Kreisreform in der DDR kam die Gemeinde Schloditz im Jahr 1952 zum Kreis Oelsnitz im Bezirk Chemnitz (1953 in Bezirk Karl-Marx-Stadt umbenannt). Am 1. Juli 1973 wurde Schloditz mit dem Schloditzer Anteil von Juchhöh gemeinsam mit Altmannsgrün und Obermarxgrün nach Droßdorf eingemeindet. Schloditz kam als Teil der Gemeinde Droßdorf im Jahr 1990 zum sächsischen Landkreis Oelsnitz, der 1996 im Vogtlandkreis aufging. Am 1. Januar 1994 erfolgte die Eingemeindung der Gemeinde Droßdorf mit ihren Ortsteilen nach Tirpersdorf.